# Amor Hakkar
Amor Hakkar (* 1958 Khenchela) je alžírský režisér.

## Biografie
Přistěhoval se do Francie, když mu bylo půl roku a strávil své mládí v Besançonu, kde studoval přírodní vědy. Pod vlivem tohoto prostředí napsal román La cité des fausses notes vydaný roku 2002.
Zajímal se o tvůrčí psaní a kinematografii a svůj první krátký film Apprends-moi à compter jusqu'à l'infini natočil roku 1990. Následoval Sale temps pour un voyou s Pierrem-Loup Rajotem, Sylvií Fennec a Sergem Giamberardinim.
Roku 2002, po smrti svého otce, se vrátil do Alžíru, kde natočil Timgad, la vie au cœur des Aurès, dokument pro France 5. Toto prostředí jej inspirovalo ke scénáři La Maison jaune, který natočil roku 2006 v Aurès v berberštině.

## Ocenění
- 2007: Zlatá palma za film La maison jaune.